# Helcogramma springeri
Helcogramma springeri är en fiskart som beskrevs av Hansen, 1986. Helcogramma springeri ingår i släktet Helcogramma och familjen Tripterygiidae. IUCN kategoriserar arten globalt som livskraftig. Inga underarter finns listade i Catalogue of Life.